# Mônica (personnage)
Pour les articles homonymes, voir Monica.
Mónica est un personnage de bande dessinée brésilien fictif créé par Mauricio de Sousa en 1963, sur les bandes de journaux de Cebolinha,. Le personnage a fait sa première apparition dans les bandes dessinées de Cebolinha en tant que personnage de soutien, mais avec sa popularité, elle est finalement devenue le personnage principal des années plus tard. Depuis son introduction, le personnage est apparu dans de nombreuses bandes dessinées publiées depuis 1970, ainsi que des spectacles et des films d'animation. En 2007, Mónica est devenue ambassadrice de bonne volonté de l'UNICEF.